# Sakar
Sakar (bulgariska: Сакар) är ett berg i Bulgarien. Det ligger i regionen Chaskovo, i den sydöstra delen av landet, 260 km öster om huvudstaden Sofia. Närmaste större samhälle är Topolovgrad, knappt 10 kilometer norr om toppen.
Några av topparna på Sakar heter Dervisjka mogila, Goljam Kara Basj och Visjegrad.
Sakar sträcker sig 52 km i nord-sydlig riktning. Den högsta punkten är 852 meter över havet.
Omgivningarna runt Sakar är en mosaik av jordbruksmark och naturlig växtlighet. Runt Sakar är det ganska glesbefolkat, med 34 invånare per kvadratkilometer.